# NB-9 Biokovac
NB-9 Biokovac bio je naoružani brod u sastavu mornarice NOVJ. Prije nego što su ga u rujnu 1943. zarobili partizani, plovio je kao talijanski ophodni čamac.
Greškom ga je potopio britanski razarač 19. veljače 1944. godine.